# Sarphatipark 75-77
Het gebouw Sarphatipark 75-77 bestaat uit een dubbel herenhuis aan het Sarphatipark (straat en park) in De Pijp te Amsterdam-Zuid. 
Het gebouw is ontworpen door architect Jacob van den Ban. Hij liet de gebouwen optrekken in de neorenaissancestijl. Van den Ban, die later furore maakte in Kennemerland werkte in 1891 samen met architect Simon Roog (Roog & van den Ban, vanuit de Vondelstraat 17 in Amsterdam). Zij waren vrij actief in de stad. Ze waren bijvoorbeeld ook betrokken bij de verbouwing van zeven huizen aan de Prinsengracht. Van den Ban week af van de bouwstijl ter plaatse. Meestal werd er bij de bouw van dubbele herenhuizen in symmetrie ontworpen. Dat is hier niet het geval (behalve de begane grond): 
- huisnummer 75 heeft een trapgevel, huis nummer 77 een relatief grote topgevel
- huisnummer 75 is een maatje kleiner dan huisnummer 77
- huisnummer 75 heeft op één en twee hoog een twee ramen breed open balkon, nummer 77 heeft een erker op één hoog en een één raam breed balkon op twee hoog;
- huisnummer 75 heeft als versieringen drie soldatenhoofden tussen twee hoog en de zolder, bovendien heeft het een meisjeshoofd op de scheiding tussen één en twee hoog; huisnummer 77 heeft twee dierenkoppen op de scheiding begane grond en één hoog.

Jan van den Ban kon hier bouwen, hij was mededirecteur van Bouwmaatschappij Sarphatipark, een in 1891 opgerichte firma. Jacob van den Ban ontwierp een jaar hiervoor het gebouw Leidsekade 76, eveneens te Amsterdam.